# 2487 pr. n. št.

## Smrti
- Userkaf, faraon iz Pete egipčanske dinastija (* ni znano)